# Siriella intermedia
Siriella intermedia är en kräftdjursart som beskrevs av Panampunnayil 1981. Siriella intermedia ingår i släktet Siriella och familjen Mysidae. Inga underarter finns listade i Catalogue of Life.